# 荻上直子
荻上直子（1972年2月15日—）是日本电影导演。千葉縣人。

## 生平
荻上直子畢業於千葉大學工學部影像工程科後，1994年移居美國。他在南加州大學電影電視研究生院學習電影製作，2000年返回日本。 2001年，荻上直子獨立執導的電影《星ノくん・夢ノくん》榮獲2001年Pia影展音樂獎。
2003年，荻上直子獲得獎學金並發行了處女作《吉野理髮師》，榮獲第54屆柏林影展兒童電影類特別獎。 2005年，他推出了《戀上五·七·五!》，講述高中生參加俳句甲子園大賽（愛媛縣松山市每年舉辦）的成長故事。
2006年，《海鷗食堂》完全在芬蘭赫爾辛基實地拍攝，由阿基·考里斯馬基執導的《沒有過去的男人》的主演馬爾庫·佩爾托拉(Markku Pärtola) 主演，取得了巨大的成功。此外，續集廣告也在相同地點拍攝，由相同工作人員製作，引發廣泛關注。
2007年，荻上直子執導《眼鏡》獲得票房成功，入圍第58屆柏林影展全景單元，成為第一部獲得曼弗雷德·薩爾茲格伯獎的日本電影。荻上直子也獲得了第27屆藤本獎和第34屆山路文子文化獎特別獎。
2010年8月，荻上直子出版第一本短篇小說集《森尾》。 2011年，以《廁所》獲得藝術鼓勵獎電影部門新人獎。
2012年，荻上直子根據文化廳新銳藝術家派遣計畫前往紐約留學。同年，她生下了一對雙胞胎女兒。同年，荻上直子執導電影《吉貓出租》入圍第62屆柏林影展全景單元，並獲得斯德哥爾摩國際影展競賽單元提名。
2017 年，她發布《當他們認真編織時》一書，並稱其為“荻上直子第二章的開始”。電影入圍第67屆柏林國際影展全景單元，並成為第一部獲得泰迪評審團特別獎的日本電影。

## 作品
- 《星ノくん・夢ノくん》
- 《吉野理髮之家》
- 《戀上五·七·五!》
- 《海鷗食堂》
- 《眼鏡》
- 《廁所》
- 《吉貓出租》
- 《當他們認真編織時》
- 《河畔小日子》
- 《波紋》
- 《圓圈》

## 主要成就
- 第58届柏林国际电影节曼弗雷德·萨兹格贝奖
- 第54届柏林国际电影节德国儿童基金-特别提及-最佳长片奖
- 第67届柏林国际电影节泰迪熊评委会特别奖
- 第72届日本每日映画大赏最佳导演奖（提名）
- 第30届日刊体育电影大奖最佳导演奖（提名）
- 第33屆日本電影影評人大獎導演獎

## 外部連結
- 荻上直子在互联网电影资料库（IMDb）上的資料（英文）